# Rząd Gordona Bajnaia
Rząd Gordona Bajnaia (węg. Bajnai-kormány) – rząd Węgier funkcjonujący od 20 kwietnia 2009 do 29 maja 2010.

## Historia
W marcu 2009 premier Ferenc Gyurcsány z Węgierskiej Partii Socjalistycznej zapowiedział, że poda się do dymisji w związku z nasilającym się kryzysem gospodarczym, a także w obliczu długotrwałego kryzysu politycznego. 14 kwietnia 2009 Zgromadzenie Narodowe uchwaliło konstruktywne wotum nieufności wobec jego rządu, na jego następcę w ramach dotychczasowej koalicji wyznaczony został Gordon Bajnai. Wniosek poparli posłowie socjalistów oraz Związku Wolnych Demokratów.
20 kwietnia 2009 doszło do zaprzysiężenia ministrów, w skład rządu weszli przedstawiciele MSZP i osoby bezpartyjne. Tego samego dnia rząd rozpoczął funkcjonowanie w miejsce drugiego gabinetu Ferenca Gyurcsánya. Wcześniej z objęcia funkcji ministra gospodarki zrezygnował Tamás Vahl (z uwagi na wątpliwości co do jego wcześniejszej działalności w biznesie).
29 maja 2010, po kolejnych wyborach parlamentarnych, gabinet został zastąpiony przez drugi rząd Viktora Orbána.

## Skład rządu
- Premier: Gordon Bajnai (bezp.)[5]
- Szef Kancelarii Premiera: Csaba Molnár (MSZP)
- Minister ds. administracji lokalnej: Zoltán Varga (MSZP)
- Minister spraw zagranicznych: Péter Balázs (bezp.)
- Minister finansów: Péter Oszkó (bezp.)
- Minister rozwoju i gospodarki: István Varga (od 30 kwietnia 2009)
- Minister rolnictwa i rozwoju obszarów wiejskich: József Gráf (MSZP)
- Minister sprawiedliwości: Tibor Draskovics (bezp., do 14 grudnia 2009), Imre Forgács (bezp., od 15 grudnia 2009)
- Minister zdrowia: Tamás Székely (bezp.)
- Minister spraw społecznych i pracy: László Herczog (bezp.)
- Minister transportu, komunikacji i energii: Péter Hónig (bezp.)
- Minister edukacji i kultury: István Hiller (MSZP)
- Minister obrony: Imre Szekeres (MSZP)
- Minister środowiska i gospodarki wodnej: Imre Szabó (MSZP)
- Minister bez teki ds. koordynacji polityki społecznej: Péter Kiss (MSZP)
- Minister bez teki ds. cywilnych służb specjalnych: Ádám Ficsor (MSZP, do 13 września 2009), Gábor Juhász (MSZP, od 17 września 2009)